# کاکل‌فری‌های کلاه‌پوش
کاکل‌فری‌های کلاه‌پوش (نام علمی: Pauxi) نام یک سرده از زیرخانواده کاکل‌فریان است.